# Moss (band)
Moss is een Nederlandse rockband. De band werd in 2003 in Amsterdam opgericht. Moss bestond destijds uit Marien Dorleijn, Bob Gibson, Jasper Verhulst en Finn Kruyning. In 2009 voegde gitarist Michiel Stam zich bij de band. Begin 2013 werd bassist Jasper Verhulst vervangen door Koen van de Wardt, die twee jaar later vervangen werd door Daniel Rose. Sinds 2022 is Bob Gibson weer terug waardoor Moss een zestal is.

## Geschiedenis
In 1997 richtte de in Middelburg geboren singer-songwriter Dorleijn de band Nimbus op. Nadat hij in 1999 als solo-artiest de Grote Prijs van Nederland won, speelde Dorleijn van 2000 tot 2002 bij de alternatieve rockband Caesar. In december 2002 verliet hij deze groep, maar hij speelde nog wel mee op hun vierde album, Caesar. In oktober 2003 werd Nimbus opgeheven en Moss opgericht.
Moss gebruikt een oude schuilkelder in het Vondelpark als oefenruimte. Dit gebouw wordt eveneens gebruikt door onder meer Hospital Bombers, zZz en Voicst. In september 2006 tekende de groep een platencontract bij Excelsior Recordings.
Het debuutalbum, genaamd The Long Way Back, werd in 2007 uitgebracht. De productie hiervan werd verzorgd door Frans Hagenaars. Dorleijn nam drie jaar de tijd voor het schrijven van de muziek. Bij het nummer "Winter in Finland" werd Moss bijgestaan door zangeres Julia P. De muziek van dit album werd in recensies omschreven als "ambachtelijke gitaarmuziek".
Hun tweede album, Never Be Scared/Don't Be a Hero, verscheen in 2009. De bandleden werden geïnspireerd tot het schrijven van dit album door o.a een optreden van de Amerikaanse rockband The Brian Jonestown Massacre en een daarop aansluitend verblijf in de Engelse graafschap Essex. De muziek van Never Be Scared... neigt meer naar alternatieve rock en psychedelica dan de voorganger. Het album werd in elf dagen opgenomen en bij de opnames werden - in tegenstelling tot het debuut - geen akoestische gitaren gebruikt. De plaat werd wederom met producer Frans Hagenaars opgenomen in Studio sound enterprise. Het nummer "I Apologise (Dear Simon)" werd als eerste single van dit album uitgebracht. Dit nummer speelde Moss tijdens een aflevering van het televisieprogramma De Wereld Draait Door op 11 november 2009. Ook werd het nummer de titelsong van de televisiefilm Jongens door Mischa Kamp uit 2014.
Na de uitgave van het tweede album toerde Moss zeven maanden lang door Nederland. Dorleijn vertelde in een interview met 3VOOR12 in juni 2010 dat hij is begonnen met het schrijven van muziek voor een derde album. Dit nieuwe album zal 'Ornaments' gaan heten en de release staat gepland op 30 januari 2012. De eerste single van dit album is getiteld 'What You Want' en is voor het eerst te beluisteren in 3VOOR12-radio op 2 januari 2012.
Moss speelde onder meer in 2010 en 2012 op Lowlands en in 2012 als opener op het hoofdpodium van Pinkpop.

## Bezetting
- Marien Dorleijn - zang, gitaar
- Finn Kruyning - drums
- Michiel Stam - gitaar
- Daniel Rose - basgitaar
- Jelte Heringa - toetsen

### Voormalige leden
- Bob Gibson - gitaar, toetsen, achtergrondzang, 2003-2011
- Jasper Verhulst - basgitaar, tamboerijn, achtergrondzang, 2003-2013[15]
- Koen Van De Wardt - basgitaar, 2013-2015

## Discografie

### Albums
| Album met eventuele hitnotering(en) in de Nederlandse Album Top 100 | Datum van verschijnen | Datum van binnenkomst | Hoogste positie | Aantal weken | Opmerkingen |
| ------------------------------------------------------------------- | --------------------- | --------------------- | --------------- | ------------ | ----------- |
| The long way back                                                   | 2007                  | -                     |                 |              |             |
| Never be scared / Don't be a hero                                   | 28-09-2009            | 10-10-2009            | 49              | 14           |             |
| Ornaments                                                           | 27-01-2012            | 04-02-2012            | 8               | 15           |             |
| We Both Know The Rest Is Noise                                      | 24-02-2014            | 1-3-2014              | 12              | 4            |             |
| Strike                                                              | 17-02-2017            | 24-02-2017            | 6*              | 1*           |             |
| HX                                                                  | 2022                  | 07-05-2022            | 18              | 1*           |             |

### Singles
| Single met eventuele hitnotering(en) in de Nederlandse Top 40 | Datum van verschijnen | Datum van binnenkomst | Hoogste positie | Aantal weken | Opmerkingen                 |
| ------------------------------------------------------------- | --------------------- | --------------------- | --------------- | ------------ | --------------------------- |
| Today's gold                                                  | 2014                  | -                     |                 |              |                             |
| Unilove                                                       | 2014                  | -                     |                 |              |                             |
| She's got a secret                                            | 2014                  | -                     |                 |              |                             |
| We never part                                                 | 2012                  | -                     |                 |              |                             |
| The hunter                                                    | 2012                  | -                     |                 |              |                             |
| What you want                                                 | 2012                  | -                     |                 |              |                             |
| I like the chemistry                                          | 2010                  | -                     |                 |              |                             |
| I apologise (Dear Simon)                                      | 2009                  | -                     |                 |              | Nr. 82 in de Single Top 100 |
| Angry young man                                               | 2009                  | -                     |                 |              |                             |
| The Comfort                                                   | 2009                  | -                     |                 |              |                             |